# Cleburne
Cleburne és una població dels Estats Units a l'estat de Texas. Segons el cens del 2000 tenia 29.050 habitants.

## Demografia
Segons el cens del 2000, Cleburne tenia 26.005 habitants, 9.335 habitatges, i 6.767 famílies. La densitat de població era de 361,3 habitants/km².
Dels 9.335 habitatges en un 35,8% hi vivien nens de menys de 18 anys, en un 56,2% hi vivien parelles casades, en un 11,9% dones solteres, i en un 27,5% no eren unitats familiars. En el 24% dels habitatges hi vivien persones soles l'11,6% de les quals corresponia a persones de 65 anys o més que vivien soles. El nombre mitjà de persones vivint en cada habitatge era de 2,71 i el nombre mitjà de persones que vivien en cada família era de 3,2.
Per edats la població es repartia de la següent manera: un 27,9% tenia menys de 18 anys, un 9,7% entre 18 i 24, un 28,5% entre 25 i 44, un 20% de 45 a 60 i un 13,8% 65 anys o més.
L'edat mediana era de 33 anys. Per cada 100 dones de 18 o més anys hi havia 91,2 homes.
La renda mediana per habitatge era de 35.481 $ i la renda mediana per família de 41.975 $. Els homes tenien una renda mediana de 32.131 $ mentre que les dones 21.778 $. La renda per capita de la població era de 16.762 $. Aproximadament el 10% de les famílies i el 13,5% de la població estaven per davall del llindar de pobresa.

## Poblacions més properes
El següent diagrama mostra les poblacions més properes.